# ولاية ضلكوت
ولاية ضلكوت، إحدى ولايات محافظة ظفار بسلطنة عمان.

## التضاريس
تتميز ولاية ضلكوت بتضاريس طبيعية تجمع بين مرتفعات الجبال الخضراء من جانب، وقربها من الشواطئ المطلة على بحر العرب من جانب آخر، إضافة إلى العديد من الكهوف والمغارات الطبيعية والتي كانت قديما ملجأ للإنسان والحيوان في مواجهة تقلبات الطقس وأصبحت الآن ومعها العيون والشواطئ والجبال الخضراء من المعالم السياحية ومناطق الجذب السياحي في الولاية.

## الآثار
الآثار القديمة بالولاية عبارة عن مسجد قديم بني قبل حوالي 350 عاما كما يوجد بقايا جدران مقبرة مسورة في خير فوت.
أهم الكهوف بولاية ضلكوت : شيساع - مشلول - اصبير ويوجد على جدرانها بعض النقوش الأثرية.
كما توجد بها العديد من العيون الطبيعية المنحدرة من باطن الأودية في جبل القمر ومن أهم هذه العيون :خرفوت - المغسيل - خضرفي - صرفيت.
وتماثل ولاية ضلكوت بقية ولايات محافظة ظفار في الفنون التقليدية، ومنها : الهبوت – الرعبوب – النانا – والدبرارت.